# Gele wimpel
De gele wimpel (in het Frans: ruban jaune) is een onderscheiding die in 1936 door Henri Desgrange in het leven werd geroepen en wordt uitgereikt aan de winnaar van de snelst verreden wedstrijd over een afstand van meer dan 200 km.
De naam "ruban jaune" werd gekozen naar analogie met de "ruban bleu" (blauwe wimpel), een onderscheiding bestemd voor het schip dat de Atlantische Oceaan naar of van het Amerikaanse werelddeel in recordtijd overstak. De kleur geel was in overeenstemming met Desgranges krant L'Auto en werd ook al door Desgrange gebruikt voor de "gele trui" ter onderscheiding van de leider in het klassement van de, door hem georganiseerde, Ronde van Frankrijk.
De eerste houder van de gele wimpel was de Belg Gustave Danneels, die Parijs-Tours in 1936 aflegde aan een gemiddelde snelheid van 41,455 km/h. De huidige houder is zijn landgenoot Philippe Gilbert. Hij legde de 17e etappe van de Ronde van Spanje 2019, een felbevochten waaieretappe, af met een gemiddelde van 50,628 km/h. Andere Belgische houders van de gele wimpel waren Rik Van Steenbergen en Freddy Maertens. Nederlandse houders waren Jo de Roo en Peter Post. De najaarsklassieker Parijs-Tours is uitermate geschikt voor het verbeteren van dit record, mede doordat het parcours geheel vlak en zelfs grotendeels aflopend is en soms doordat de renners de wind in de rug hebben.

## Houders van de gele wimpel
| Jaar | Renner              | Nationaliteit | Snelheid    | Wedstrijd                   | Afstand en tijd    |
| ---- | ------------------- | ------------- | ----------- | --------------------------- | ------------------ |
| 1936 | Gustave Danneels    | België        | 41,455 km/h | Parijs-Tours                | 251 km in 6h03'17" |
| 1938 | Jules Rossi         | Italië        | 42,092 km/h | Parijs-Tours                | 251 km in 5h57'47" |
| 1948 | Rik Van Steenbergen | België        | 43,612 km/h | Parijs-Roubaix              | 246 km in 5h38'26" |
| 1955 | Jacques Dupont      | Frankrijk     | 43,666 km/h | Parijs-Tours                | 253 km in 5h47'48" |
| 1962 | Jo de Roo           | Nederland     | 44,903 km/h | Parijs-Tours                | 267 km in 5h57'26" |
| 1964 | Peter Post          | Nederland     | 45,129 km/h | Parijs-Roubaix              | 265 km in 5h52'19" |
| 1975 | Freddy Maertens     | België        | 46,110 km/h | Parijs-Brussel              | 285 km in 6h11'30" |
| 1997 | Andrei Tchmil       | Oekraïne      | 47,168 km/h | Parijs-Tours                | 254 km in 5h23'44" |
| 2003 | Erik Zabel          | Duitsland     | 47,550 km/h | Parijs-Tours                | 257 km in 5h24'55" |
| 2010 | Óscar Freire        | Spanje        | 47,729 km/h | Parijs-Tours                | 233 km in 4h52'54" |
| 2012 | Marco Marcato       | Italië        | 48,629 km/h | Parijs-Tours                | 235 km in 4h50'34" |
| 2015 | Matteo Trentin      | Italië        | 49,642 km/h | Parijs-Tours                | 231 km in 4h39'12" |
| 2019 | Philippe Gilbert    | België        | 50,628 km/h | 17e etappe Ronde van Spanje | 219 km in 4h25'28" |